# Uzenice
Uzenice är en ort i Tjeckien.   Den ligger i regionen Södra Böhmen, i den centrala delen av landet, 80 km söder om huvudstaden Prag. Uzenice ligger 491 meter över havet och antalet invånare är 122.
Terrängen runt Uzenice är platt. Runt Uzenice är det ganska glesbefolkat, med 34 invånare per kvadratkilometer. Närmaste större samhälle är Blatná, 7,8 km sydväst om Uzenice. Trakten runt Uzenice består till största delen av jordbruksmark.